# 4 × 100 meter stafett för damer i friidrott vid olympiska sommarspelen 1972
4 x 100 meter för damer vid olympiska sommarspelen 1972 i München avgjordes 9-10 september. 

## Medaljörer
| Gren          | Guld                                                                                  | Guld  | Silver                                                                              | Silver | Brons                                                                     | Brons |
| 4 x 100 meter | Västtyskland · Christiane Krause · Ingrid Becker · Annegret Richter · Heide Rosendahl | 42,81 | Östtyskland · Evelin Kaufer · Christina Heinich · Bärbel Struppert · Renate Stecher | 42,95  | Kuba · Marlene Elejarde · Carmen Valdés · Fulgencia Romay · Silvia Chibás | 43,36 |

## Resultat
- Q innebär avancemang utifrån placering i heatet.
- q innebär avancemang utifrån total placering.
- DNS innebär att personen inte startade.
- DNF innebär att personen inte fullföljde.
- DQ innebär diskvalificering.
- NR innebär nationellt rekord.
- OR innebär olympiskt rekord.
- WR innebär världsrekord.
- WJR innebär världsrekord för juniorer
- AR innebär världsdelsrekord (area record)
- PB innebär personligt rekord.
- SB innebär säsongsbästa.

### Heat

#### Heat ett
| Placering | Namn          | Nationalitet                                                                      | Tid   |
| --------- | ------------- | --------------------------------------------------------------------------------- | ----- |
| 1.        | Kuba          | • Marlene Elejarde • Carmen Valdés • Fulgencia Romay • Silvia Chivás              | 43,67 |
| 2.        | Sovjetunionen | • Marina Sidorova • Galina Bucharina • Ljudmilla Zjarkova • Nedezjda Bezfamilnaja | 43,77 |
| 3.        | Australien    | • Maureen Caird • Pamela Ryan • Marion Hoffman • Raelene Boyle                    | 44,03 |
| 4.        | Polen         | • Helena Kerner • Barbara Bakulin • Urszula Jozwik • Danuta Jedrejek              | 44,19 |
| 5         | Italien       | • Maddalena Grassano • Alessandra Orselli • Laura Nappi • Cecilia Moiinari        | 44,62 |
| 6.        | Finland       | • Tuula Rautanen • Mona-Lisa Strandvall • Pirjo Wilmio • Marika Eklund            | 44,68 |
| 7.        | Nigeria       | • Emilia Emilia • Ashanti Obi • Helen Olaye • Modupe Oshikoya                     | 45,15 |
| —         | Filippinerna  | • Lucila Salao • Carmen Torres • Aida Mantawel • Amelita Alanes                   | DQ    |

#### Heat två
| Placering | Namn           | Nationalitet                                                                     | Tid   |
| --------- | -------------- | -------------------------------------------------------------------------------- | ----- |
| 1.        | Östtyskland    | • Evelin Kaufer • Christina Heinich • Bärbel Struppert • Renate Stecher          | 42,88 |
| 2.        | Västtyskland   | • Christiane Krause • Ingrid Mickler-Becker • Annegret Richter • Heide Rosendahl | 42,97 |
| 3.        | USA            | • Martha Watson • Mattline Render • Mildrette Netter • Iris Davis                | 43,07 |
| 4.        | Storbritannien | • Andrea Lynch • Delia Pascoe • Judith Vernon • Anita Neil                       | 43,76 |
| 5.        | Bulgarien      | • Diana Yorgova • Ivanka Valkova • Ivanka Venkova • Yordanka Yankova             | 43,95 |
| —         | Jamaica        | • Lelieth Hodges • Vilma Charlton • Carol Cummings • Debra Byfield               | DSQ   |
| —         | Sverige        | • Anneli Olsson • Gunhild Olsson • Karin Lundgren • Linda Haglund                | DQ    |

### Final
| Placering | Namn           | Nationalitet                                                                      | Tid        |
| --------- | -------------- | --------------------------------------------------------------------------------- | ---------- |
|           | Västtyskland   | • Christiane Krause • Ingrid Mickler-Becker • Annegret Richter • Heide Rosendahl  | 42,81 (WR) |
|           | Östtyskland    | • Evelin Kaufer • Christina Heinich • Bärbel Struppert • Renate Stecher           | 42,95      |
|           | Kuba           | • Marlene Elejarde • Carmen Valdés • Fulgencia Romay • Silvia Chivás              | 43,36      |
| 4.        | USA            | • Martha Watson • Mattline Render • Mildrette Netter • Iris Davis                 | 43,39      |
| 5.        | Sovjetunionen  | • Marina Sidorova • Galina Bucharina • Ljudmilla Zjarkova • Nedezjda Bezfamilnaja | 43,59      |
| 6.        | Australien     | • Maureen Caird • Raelene Boyle • Marion Hoffman • Pamela Ryan                    | 43,61      |
| 7.        | Storbritannien | • Andrea Lynch • Delia Pascoe • Judith Vernon • Anita Neil                        | 43,71      |
| 8.        | Polen          | • Helena Kerner • Barbara Bakulin • Urszula Jozwik • Danuta Jedrejek              | 44,20      |